# Джон Великобританський
Джо́н Великобританський (англ. Prince John of the United Kingdom, при народженні Джо́н Чарльз Френсіс (англ. John Charles Francis; 12 липня 1905, Котедж Йорк, Сандрінгемський палац, Норфолк, Великобританія — 18 січня 1919, Сандрінгемський палац, Норфолк, Великобританія) — член британської королівської родини, молодший син короля Георга V та королеви Марії, брат королів Едуарда VIII та Георга VI. Був хворий на епілепсію, що і спричинило його смерть у 13-річному віці.

## Народження
Джон народився в Йоркському котеджі в маєтку Сандрінгем 12 липня 1905 року о 3:05 ранку, за часів правління його діда по батькові, короля Едуарда VII. Він був наймолодшою дитиною і п'ятим сином Георга, принца Уельського, і Марії, принцеси Уельської. Його назвали Джоном, незважаючи на те, що це ім'я погано асоціювалося з королівською родиною, але неофіційно його називали «Джонні». На момент свого народження він був шостим у черзі на престол, після свого батька і чотирьох старших братів. Як онук правлячого британського монарха по чоловічій лінії і син принца Уельського, він від народження офіційно іменувався Його Королівською Високістю принцом Джоном Уельським.
Джон був охрещений 3 серпня 1905 року в парафіяльній церкві Святої Марії Магдалини в Сандрінгемі, церемонію провів преподобний канонік Джон Ніл Далтон. Його хресними батьками були король Португалії Карлуш I, дядьки Джона — принц Данії Карл і Олександр Дафф, 1-й герцог Файф, прадід — принц Шлезвіг-Гольштейн-Зондербург-Глюксбург Йоганн, а також троє його двоюрідних братів і сестер, герцог і герцогиня Спарта і принцеса Олександра Текська. Батько Джона був довіреною особою короля Карлоса, принца Карла, принца Йоганна і герцога Файфа, а тітка Джона, принцеса Вікторія, була довіреною особою герцогині Спарти і принцеси Олександри.